# Ветлугіна
Ветлу́гіна (рос. Ветлугина) — присілок у складі Алапаєвського міського округу (Верхня Синячиха) Свердловської області.
Населення — 51 особа (2010, 53 у 2002).
Національний склад населення станом на 2002 рік: росіяни — 87 %.